# Lijst van spelers van NOAD
Dit is een lijst van voetballers die minimaal één officiële wedstrijd hebben gespeeld in het eerste elftal van de Nederlandse voormalig betaaldvoetbalclub NOAD.

## A
- Jos Ansems
- Puck van Assouw

## B
- Ad de Beer
- Pierre van Belkom
- Rinus Bennaars
- Jan van den Boer
- T. van de Boogaard
- Kees de Bont
- Chris van Boxtel
- Ad Brekelmans
- Jan Brilleman
- Hein Brocken
- F. van Broekhoven
- Frans de Bruijn
- Nico de Bruijn

## C
- Ruud de Chêne

## D
- Herman Damen
- Henk van Dieten
- Piet van Dijk
- Jef Dirckx

## E
- Piet Ebbing
- Frans Engel

## F
- Anton Feyen
- Jan Frits

## G
- Hein van Gastel
- Jacques Goossens
- Groenen

## H
- Johan Heesbeen
- Loek Heestermans
- Chris Heil
- Wim van Helvoort
- Jan Hendriks
- Rien van den Heuvel
- Gerrit Hol
- John Hutten
- Co Huysman

## I
- Nol van Ierssel
- Piet IJpelaar

## J
- Bart Janssen
- Tony Janssen
- Cas Janssens
- Jan de Jong
- Peter de Jong

## K
- Ab Kentie
- Cees van Kollenburg
- Theo Kraan
- Sjef de Kuijer

## L
- Felix van der Laak
- Dirk Lammers
- Jan van Leeuwen
- A. Leyten
- Jan Lindhout
- Jan Loose
- Frits Louer
- Frans van de Luijtgaarden
- Jan van de Luijtgaarden

## M
- Hens Maas
- Jo Maas
- Mathijsen
- Jan Meijer
- Frits van der Meijs
- Paul Merkx
- Hein Mollen
- Henk Mollen
- Tonny Mooy
- Hans Muskens

## N
- Gerard Netten
- Theo Netten
- Willie van Nieuwamerongen

## O
- Wim Onderstal
- Toon Oprinsen
- Tini van Osch

## P
- Ad van der Pas

## R
- Jacques van Ranzow
- Jan Rombout
- Frans de Rooij

## S
- Henry Scheutjens
- Huub Schipperen
- Frits Schuurkes
- Jan Schuyer
- Schuyt
- Theo Simons
- Henk Staps
- Mart van der Steen
- Harry van Stiphout
- Bart Stovers
- Leo van Straaten

## U
- Wil Uyens

## V
- Johnny van der Velde
- Harrie van der Velden
- Henk van der Velden
- Frans van de Ven
- Verhoeven
- Gerrit Verreijt
- Tini van Vugt

## W
- Jo Walhout
- Wil Walhout
- Gerrit Wilborts
- Theo de Wilde

## Z
- Henk Zieltjens
- Joop Zieltjens